# Fossò
Fossò é uma comuna italiana da região do Vêneto, província de Veneza, com cerca de 5.922 habitantes. Estende-se por uma área de 10 km², tendo uma densidade populacional de 592 hab/km². Faz fronteira com Campolongo Maggiore, Camponogara, Dolo, Sant'Angelo di Piove di Sacco (PD), Stra, Vigonovo.

## Demografia
| Variação demográfica do município entre 1861 e 2011                               |
|                                                                                   |
| Fonte: Istituto Nazionale di Statistica (ISTAT) - Elaboração gráfica da Wikipedia |